# Vektorskop

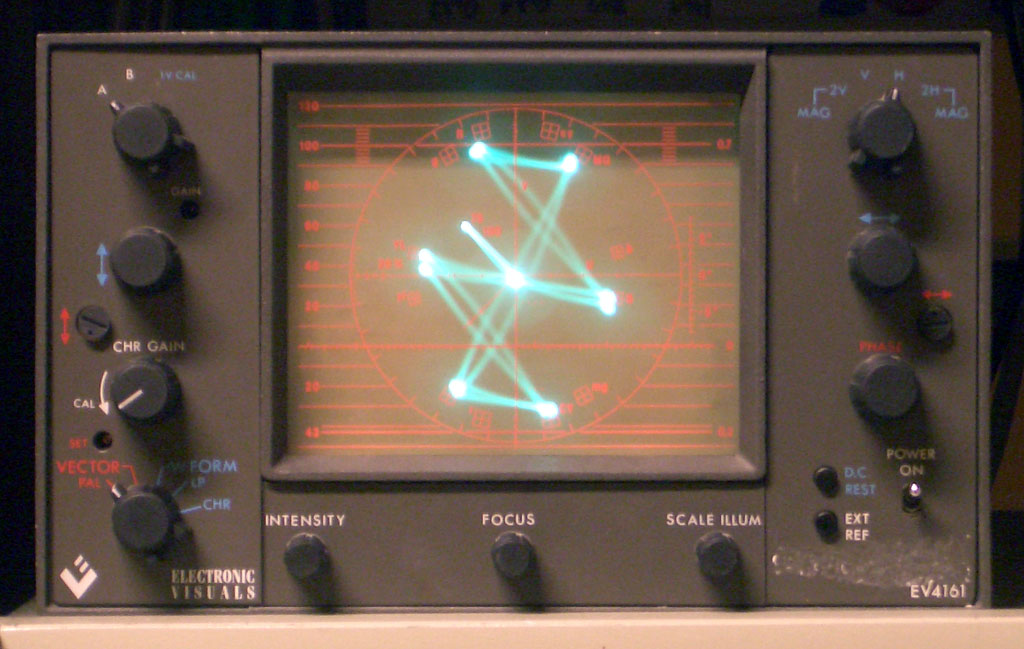
Vektorskop

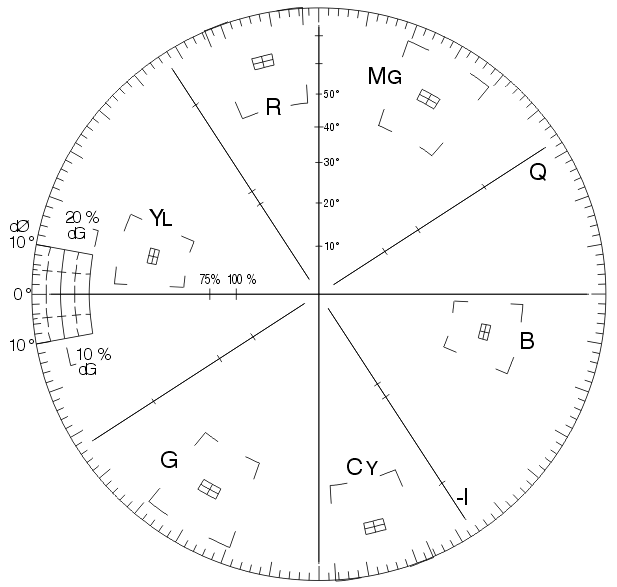
Auswertungs-Skala am Vektorskop

Ein Vektorskop (oft auch mit engl. vectorscope bezeichnet) ist ein vor allem für die Videotechnik spezialisiertes Messgerät. Bildsignale werden in der analogen Fernsehtechnik durch Vektormodulation übertragen, die mit einem herkömmlichen Oszilloskop nur noch schwierig betrachtet werden können. Das Vektorskop ermöglicht hingegen eine spezialisierte Darstellung der Farbvektoren. Als Hauptanwendung eines Vektorskops ist der Farbabgleich sowie die Analyse der Bildqualität zu nennen. Ebenso ist das Vektorskop bei der Analyse von  Kopierschutzverfahren in der Videotechnik nützlich, da diese meistens auf einer Manipulation der Farbvektoren beruhen. Messgeräte zur Untersuchung von digitalen Modulationsverfahren wie sie u. a. im Digitalfernsehen zum Einsatz kommen, werden dagegen meistens nicht als Vektorskop, sondern als Vektoranalyzer bezeichnet.
Als Vektorskop wird auch ein Goniometer (Stereosichtgerät) in der Tontechnik bezeichnet.

## Funktionsweise
Bei älteren Geräten werden mit Hilfe einer Kathodenstrahlröhre die Farbvektoren optisch in einer kreisförmigen Skala angezeigt. Heute übliche Messgeräten berechnen die Vektordarstellung per Software in Echtzeit und sind zur Darstellung des Resultats meistens mit LCD-Bildschirmen ausgestattet.
Zur Darstellung werden in der vertikalen Richtung das Farbdifferenzsignal (R-Y) (Rot minus Helligkeit) und in horizontalen Richtung das Farbdifferenzsignal (B-Y) (Blau minus Helligkeit) aufgetragen. Bis auf konstante Faktoren entsprechen diese Farbdifferenzsignale dem U- und V-Signal im YUV-Farbmodell. Die Ermittlung der beiden Farbdifferenzsignale aus dem RGB-Farbraum erfolgt nach EBU-Spezifikation mit folgenden Gleichungen, wobei R für den Farbwert Rot, G für Grün und B für Blau steht:
{\displaystyle (R-Y)=0,701\cdot R-0,587\cdot G-0,114\cdot B}
{\displaystyle (B-Y)=-0,299\cdot R-0,587\cdot G+0,886\cdot B}
Zur Ermittlung der beiden Farbwerte U und V erfolgt nach folgender Beziehung:
{\displaystyle V=(R-Y)\cdot 0{,}877}
{\displaystyle U=(B-Y)\cdot 0{,}493}
In der Fernsehtechnik werden für die X- und Y-Ablenkung direkt die reduzierten Farbdifferenzsignale U und V verarbeitet, wobei U auf der X-Achse und V auf der Y-Achse aufgetragen werden.
Je größer die Sättigung einer Farbe desto weiter außen befinden sich die abgebildeten Farbörter. Unbunte Töne ergeben einen Punkt in der Mitte des Bildschirmes (Schwarz/Weiß/Grauwerte). Eine Farbe lässt sich durch Angabe zweier Werte (Winkel am Vektorskop) und Farbsättigung (Abstand vom Mittelpunkt der Skala) definieren.
Die mit I und Q benannten Linien bezeichnen die Farbachsen des YIQ-Farbmodelles. Da Hautfarben normalerweise auf der I-Linie liegen, wird diese als Referenz für die Farbkorrektur angezeigt, denn Hauttöne, die stark von dieser Linie abweichen, wirken für das menschliche Auge unnatürlich.